# Wola (Varsovie)
Wola est un arrondissement de Varsovie. Il contient une partie du quartier d'affaires de la ville.

## Histoire

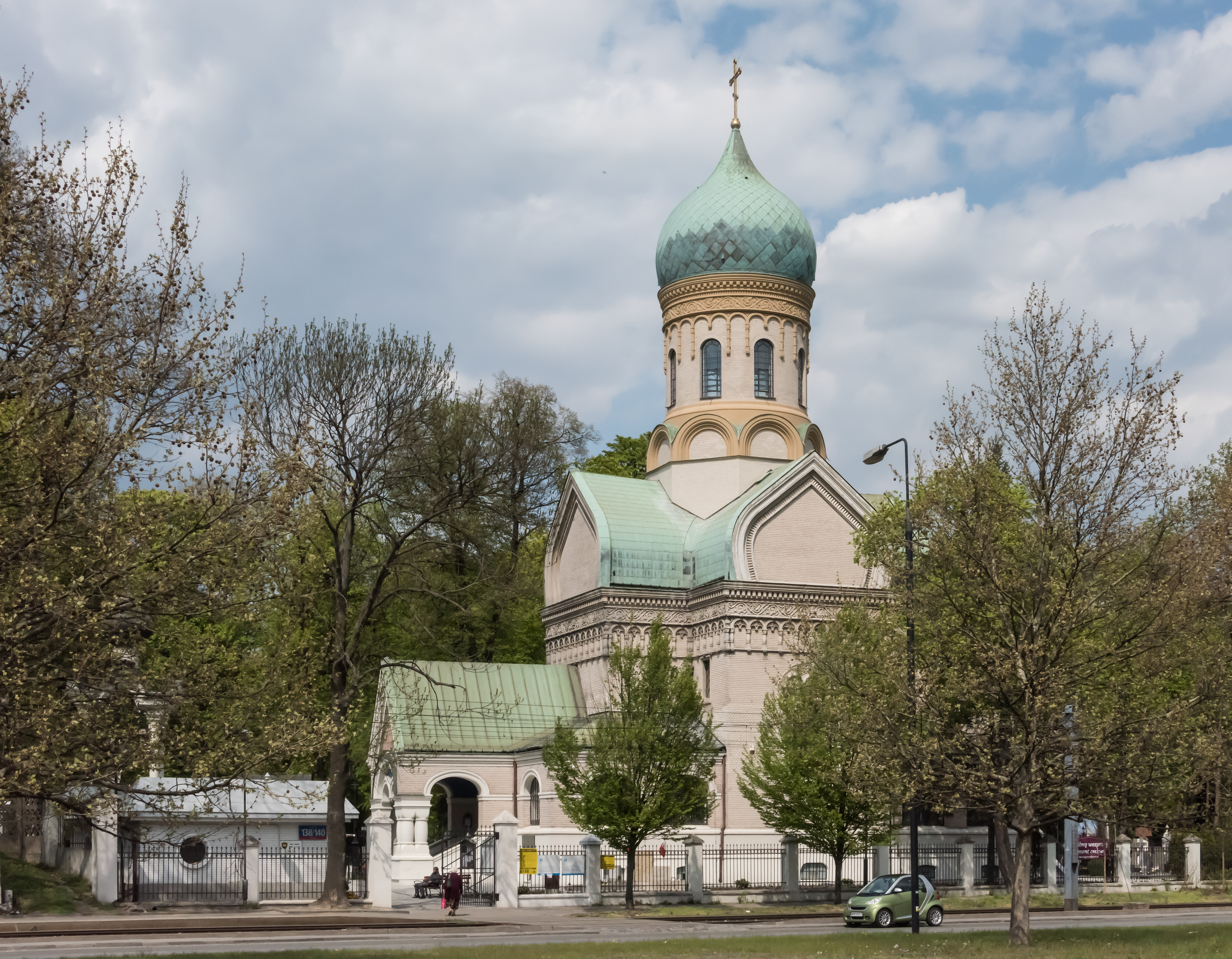
Église orthodoxe Saint Jean Climaque.

Mentionné pour la première fois au XIVe siècle, Wola est célèbre pour avoir été le lieu où se réunissait la noblesse polonaise pour élire le roi entre 1573 et 1764.
En 1944, Wola a été le théâtre du massacre de milliers de civils polonais durant l'insurrection de Varsovie.

## Géographie
On y trouve aussi le cimetière orthodoxe de Varsovie, aménagé au milieu du XIXe siècle.
Wola est divisé en quartiers (osiedle (en)), dont plusieurs correspondent à d'anciens villages : Czyste (en), Koło (en), Mirów (en), Młynów, Nowolipki, Odolany, Powązki et Ulrychów.

## Transports en commun
- (Rondo Daszyńskiego, Płocka, Młynów, Księcia Janusza et Ulrychów).